# 萨尔河畔迪林根
萨尔河畔迪林根（德語：Dillingen/Saar），简称迪林根（德語：Dillingen，發音：[ˈdɪlɪŋən]），是德国萨尔兰州萨尔路易县的城市，总面积22.05平方千米，2023年12月31日总人口为19,941人。

## 歷史
1880年代末以降，迪林根開始為克虜伯公司承擔軍火製造的委任。其訂單不僅僅有來自德國國內的，更有來自英國、荷蘭、奧匈帝國、沙皇俄國和大清的。因其在軍火製造上的重要性，1901年，因為德國駐大清克林德大使被刺而在德道歉的大清醇親王載灃亦隨德皇威廉二世前往觀訪。

## 友好城市
- 法國 克勒茨瓦尔德（1967年）
- 德国 霍耶斯韦达（1988年）
- 義大利 苏泰拉（2002年）